# Estadio Bornova Aziz Kocaoğlu
El Estadio Bornova Aziz Kocaoğlu también llamado Estadio Doğanlar, es un estadio de usos múltiples ubicado en el distrito de Bornova de la ciudad de Izmir, Turquía. El estadio tiene una capacidad para 9 100 personas y es utilizado actualmente por el club Altınordu FK, de la segunda división de Turquía. El campo lleva el nombre de Aziz Kocaoğlu, exalcalde de la Municipalidad Metropolitana de Izmir.

## Historia
La inauguración oficial del estadio se llevó a cabo el 8 de octubre de 2016. El nombre del estadio se cambió a Estadio Bornova Aziz Kocaoğlu poco después de su inauguración oficial.
El primer partido oficial en el estadio Bornova se jugó el 1 de octubre de 2016 entre Göztepe y Elazığspor. Halil Akbunar, jugador de Göztepe, marcó el primer gol en el estadio en el minuto 12 del partido, que finalmente terminó en empate 1–1. 
Inicialmente, el estadio contaba con capacidad para 6.000 espectadores, pero con el ascenso de Göztepe a la Superliga en 2017 se añadió la grada detrás de la puerta norte, lo que aumentó la capacidad a más de 9.000 espectadores. Hasta la inauguración del Estadio Gürsel Aksel (2020) y el Nuevo estadio Alsancak (2021) la instalación acogió los partidos de los clubes de fútbol más importantes de Izmir Göztepe SK y Altay SK.